# فروشنده دوره‌گرد

راسکو آرباکل (راست) و بتی راس کلارک در صحنه‌ای از فیلم (۱۹۲۱)

فروشنده دوره‌گرد (انگلیسی: The Traveling Salesman) یک فیلم صامت کمدی به کارگردانی جوزف هنابری است که در سال ۱۹۲۱ منتشر شد. نسخه‌ای از فیلم در موزه جرج ایستمن موجود است. صحنه‌های قطار در راه‌آهن سی‌یرا در شهرستان توآلومی، کالیفرنیا تصویربرداری شده‌است.

## گزیدهٔ بازیگران
- راسکو آرباکل
- بتی راس کلارک
- ویلتون تیلور
- لوسیل وارد
- جرج سی. پیرس
- رابرت دادلی